# David Buckley
Pour les articles homonymes, voir Buckley (homonymie).
David Buckley, né le 7 juin 1976 à Londres, est un compositeur de musiques de films britannique.

## Filmographie

### Cinéma

#### Longs métrages
- 2008 : Le Royaume interdit (The Forbidden Kingdom) de Rob Minkoff
- 2009 : Transplantation (Tell-Tale) de Michael Cuesta
- 2009 : Blood Creek de Joel Schumacher
- 2010 : From Paris with Love de Pierre Morel
- 2010 : The Town de Ben Affleck (avec Harry Gregson-Williams)
- 2011 : Effraction (Trespass) de Joel Schumacher
- 2012 : ATM de David Brooks
- 2012 : Disparue (Gone) de Heitor Dhalia
- 2013 : Parker de Taylor Hackford
- 2014 : A Bit of Bad Luck de John Fuhrman
- 2014 : Breaking the Bank de Vadim Jean
- 2016 : Grimsby : Agent trop spécial (Grimsby) de Louis Leterrier (avec Erran Baron Cohen (en))
- 2016 : The Nice Guys de Shane Black (avec John Ottman)
- 2016 : Jason Bourne de Paul Greengrass (avec John Powell)
- 2017 : The Boy Downstairs de Sophie Brooks
- 2017 : Papillon de Michael Noer
- 2019 : La Chute du Président (Angel Has Fallen) de Ric Roman Waugh
- 2019 : Arctic Justice: Thunder Squad (Arctic Justice) d'Aaron Woodley
- 2020 : Enragé (Unhinged) de Derrick Borte
- 2020 : Greenland - Le dernier refuge (Greenland) de Ric Roman Waugh
- 2021 : Nobody d'Ilya Naishuller
- 2023 : Kandahar de Ric Roman Waugh
- 2025 : Greenland: Migration de Ric Roman Waugh

### Télévision

#### Séries télévisées
- 2010-2016 : The Good Wife (146 épisodes)
- 2015 : Proof (10 épisodes)
- 2016 : BrainDead (13 épisodes)
- 2016-2017 : Mercy Street (7 épisodes)
- 2017-2018 : The Gifted (13 épisodes)
- 2017-2018 : The Good Fight (11 épisodes)
- 2021 : La Roue du temps (8 épisodes)
- 2022- : Sandman (11 épisodes)

## Ludographie
- 2010 : Shrek Forever After: The Game
- 2013 : Call of Duty: Ghosts
- 2015 : Batman: Arkham Knight
- 2016 : Batman: Arkham VR